# Впорядковане кільце

Дійсні числа є впорядкованим кільцем, яке також є впорядкованим полем.
Цілі числа, підмножина дійсних чисел, є впорядкованим кільцем, яке не є впорядкованим полем.

В абстрактній алгебрі впорядковане кільце — це (зазвичай комутативне) кільце
{\displaystyle R} із порядком {\displaystyle \leq } таке, що для всіх {\displaystyle a}, {\displaystyle b} і {\displaystyle c}
у {\displaystyle R}:
- якщо {\displaystyle a\leq b}, тоді {\displaystyle a+c\leq b+c}.
- якщо {\displaystyle 0\leq a} та {\displaystyle 0\leq b}, тоді {\displaystyle 0\leq ab}.

## Приклади
Впорядковані кільця знайомі з арифметики. Приклади включають цілі, раціональні та дійсні
числа. (раціональні та дійсні числа утворюють впорядковані поля) Комплексні числа, навпаки, не утворюють впорядкованого кільця чи поля, оскільки між елементами {\displaystyle 1} та {\displaystyle i} немає властивого порядку зв'язку.

## Додатні елементи
За аналогією з дійсними числами, ми називаємо елемент {\displaystyle c} впорядкованого кільця {\displaystyle R} додатним,
якщо {\displaystyle 0<c}, і від'ємним, якщо {\displaystyle c<0}. {\displaystyle 0} не вважається ні додатним, ні від'ємним.
Множину додатних елементів впорядкованого кільця {\displaystyle R} часто позначають {\displaystyle R_{+}}. Альтернативна нотація, якій віддають перевагу в деяких дисциплінах, полягає у використанні {\displaystyle R_{+}} для набору невід'ємних елементів і {\displaystyle R_{++}} для набору додатних елементів.

## Абсолютна величина
Якщо {\displaystyle a} — елемент упорядкованого кільця {\displaystyle R}, то абсолютна величина {\displaystyle a} (позначається {\displaystyle |a|}) визначається так:
{\displaystyle |a|:={\begin{cases}{\hphantom {-}}a,&{\text{якщо }}0\leq a,\\-a,&{\text{в іншому випадку}},\end{cases}}}
де {\displaystyle -a} є протилежним до {\displaystyle a} елементом і {\displaystyle 0} є нейтральним елементом.

## Дискретні впорядковані кільця
Дискретне впорядковане кільце або дискретно впорядковане кільце — це впорядковане кільце, в якому немає елементів
між {\displaystyle 0} і {\displaystyle 1}. Цілі числа є дискретним впорядкованим кільцем, а раціональні числа — ні.

## Основні властивості
Для всіх {\displaystyle a}, {\displaystyle b} і {\displaystyle c} у {\displaystyle R}:
- Якщо {\displaystyle a\leq b} і {\displaystyle 0\leq c}, то {\displaystyle ac\leq bc}.[3] Ця властивість іноді використовується для визначення впорядкованих кілець замість другої властивості у визначенні вище.
- {\displaystyle |ab|=|a||b|}.[4]
- Впорядковане кільце, яке не є тривіальним[en], є нескінченним.[5]
- Справедливо одне з наступного: {\displaystyle a} додатне, {\displaystyle -a} додатне або {\displaystyle a=0}.[6]

Ця властивість випливає з того факту, що впорядковані кільця є абелевими лінійно впорядкованими групами
відносно додавання.
- У впорядкованому кільці жоден від'ємний елемент не є квадратом.[7] Це пояснюється тим, що якщо {\displaystyle a\neq 0} і {\displaystyle a=b^{2}},

то {\displaystyle b\neq 0} і {\displaystyle a=(-b)^{2}}; оскільки {\displaystyle b} або {\displaystyle -b} додатні, {\displaystyle a} має бути невід'ємним.